# Justizvollzugsanstalt Aschaffenburg
Die Justizvollzugsanstalt Aschaffenburg (kurz JVA Aschaffenburg) liegt in der Stadt Aschaffenburg in Unterfranken.

## Geschichte
Die Errichtung der Justizvollzugsanstalt am Stadtrand von Aschaffenburg erfolgte in den Jahren 1968 bis 1970. Das veraltete, im Stadtzentrum von Aschaffenburg gelegene Landgerichtsgefängnis aus der Mitte des 19. Jahrhunderts wurde seinerzeit abgerissen. Die jetzige Anstalt ging Ende des Jahres 1970 als „Landgerichtsgefängnis“ Aschaffenburg in Betrieb. Mit Wirkung vom 1. Januar 1979 wurde das Landgerichtsgefängnis in eine selbständige Justizvollzugsanstalt mit einem hauptamtlichen Leiter umgewandelt.

## Belegung
Die Justizvollzugsanstalt Aschaffenburg ist zuständig für Vollzug von Untersuchungshaft an Männern für den Bereich des Landgerichtsbezirks Aschaffenburg, Vollzug von Untersuchungshaft an männlichen heranwachsenden Untersuchungsgefangenen für den Bereich des Landgerichtsbezirks Aschaffenburg und des Landgerichtsbezirks Würzburg und Freiheitsstrafen an erwachsenen Männern im Erst- und Regelvollzug bis zu zwei Jahren Vollzugsdauer aus dem Landgerichtsbezirk Aschaffenburg. Sie verfügt über 167 Plätze für Männer, 12 Plätze der ehemaligen Frauenabteilung wurden zu einer Abteilung für männliche junge Untersuchungsgefangene umgewidmet.

## Belege
1. ↑  Kurzinformation über die Justizvollzugsanstalt Aschaffenburg. Stand: 31.12.2022.
2. ↑  JVA Aschaffenburg. Abgerufen am 3. Mai 2022.

Koordinaten: 49° 59′ 27,5″ N, 9° 6′ 20,4″ O